# InnoVent
InnoVent est une entreprise française qui construit et exploite des centrales éoliennes et solaires.

## Historique
Après avoir équipé son usine de Bondues d'une éolienne en 1993, remplacée en 2000 par une éolienne plus grande, pour réduire ses besoins en électricité, Grégoire Verhaghe fonde InnoVent pour construire des fermes éoliennes en 2001. Il noue des partenariats avec des firmes étrangères expérimentées, tels le canadien Boralex et le finlandais WinWinD. En 2006, ils démarrent une activité internationale, avec un projet d'éoliennes en Afrique du Sud.
L'entreprise se lance sur le marché du solaire photovoltaïque en 2008, sous la marque InnoSun.

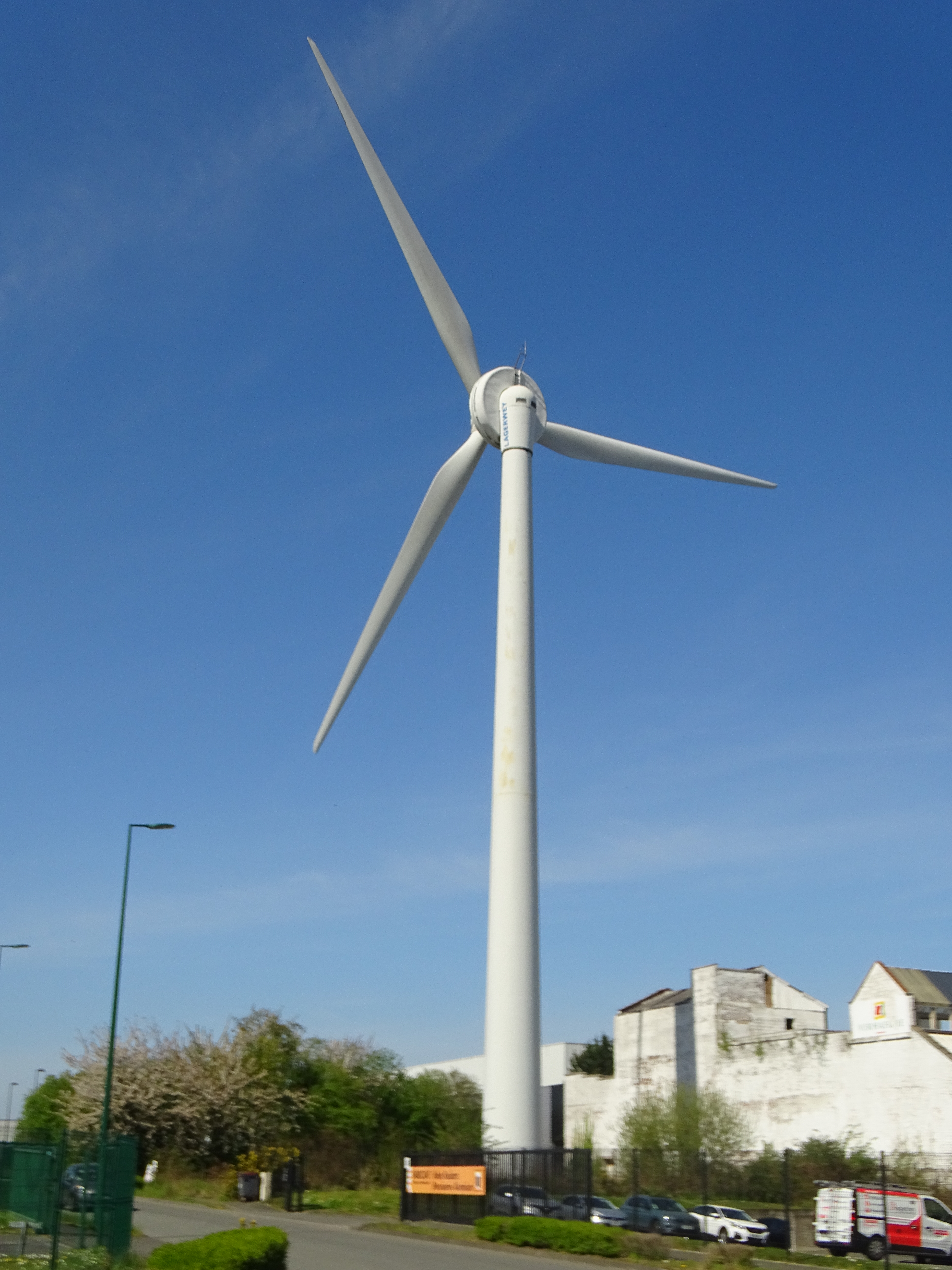
L'éolienne du parc éolien de Bondues.
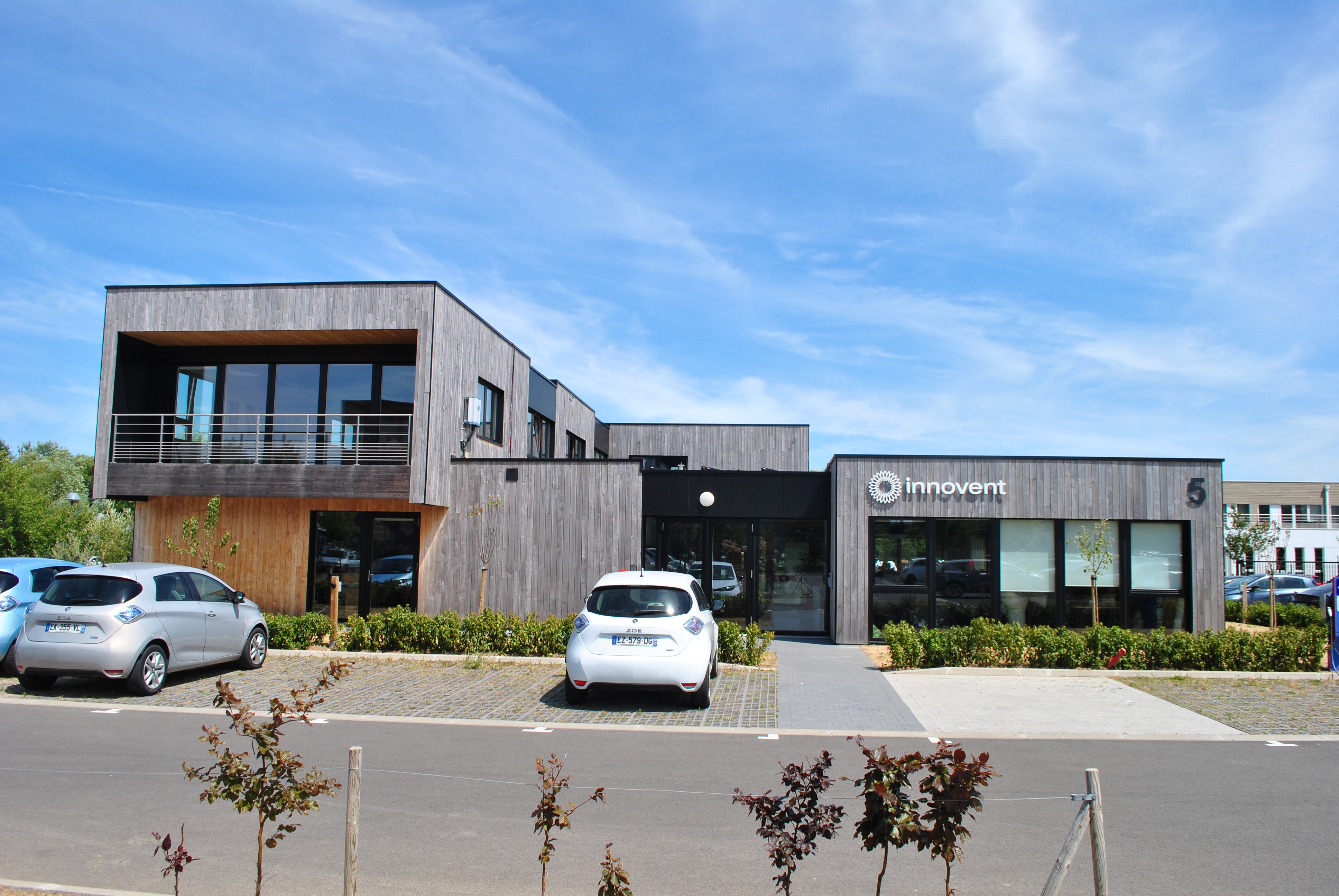
Le siège du groupe InnoVent.
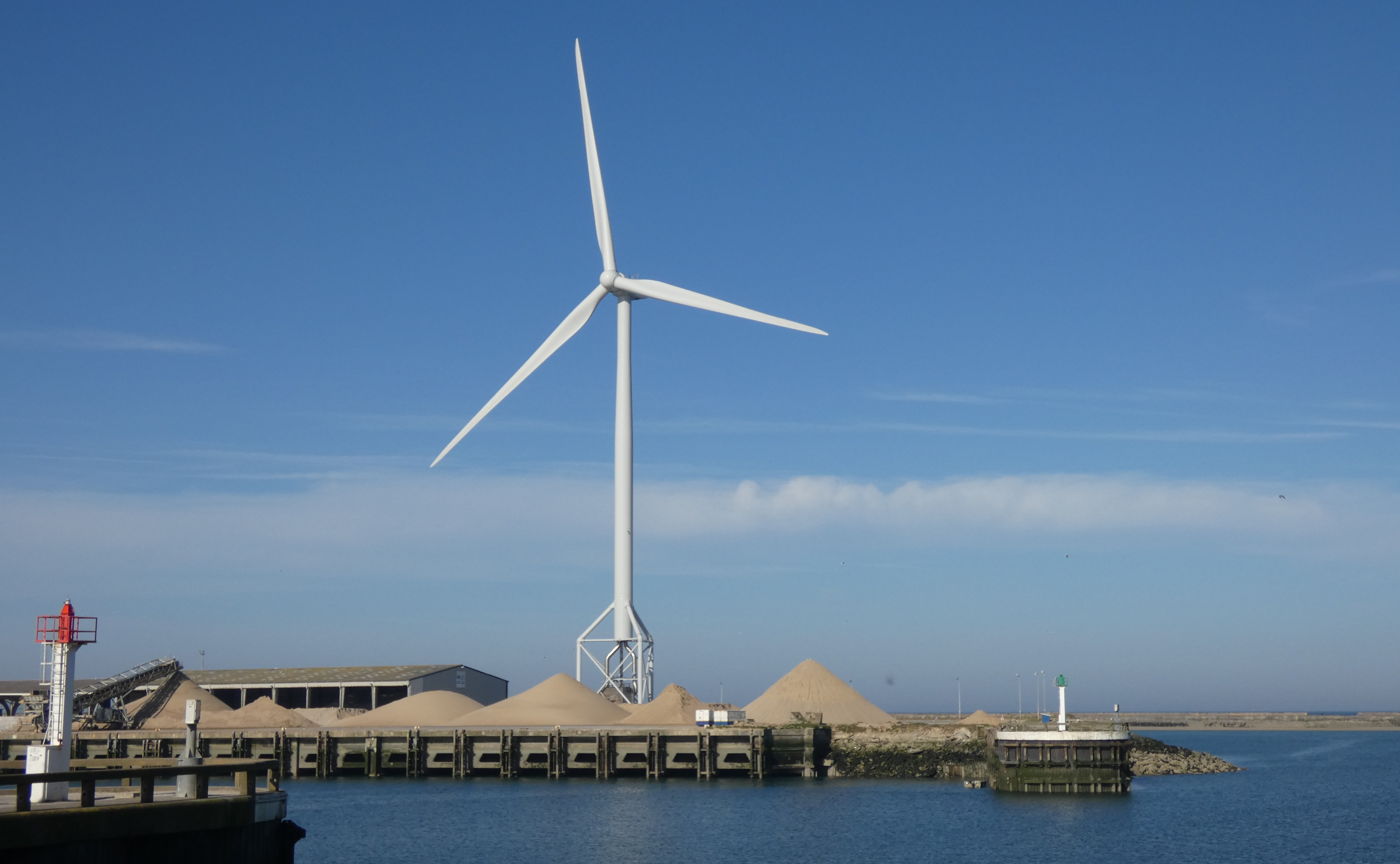
L'éolienne unique du parc éolien du Portel.

## Activités
L'entreprise construit et exploite plusieurs centaines de mégawatts de centrales éoliennes et solaires, essentiellement en France et en Afrique,. Elle a ainsi construit les premières centrales solaires et éoliennes de Namibie. Elle fait construire en 2021 la première éolienne française moderne partiellement en bois à Essey-les-Ponts.
En 2016, elle emploie quarante-cinq personnes pour un chiffre d'affaires de 23 millions d'euros. Elle reste une entreprise familiale. Elle finance une partie de ses projets grâce au financement participatif sur la plate-forme Lendosphere.